# Związek Zawodowy Dyspozytorów PKP
Związek Zawodowy Dyspozytorów PKP zrzesza pracowników następujących spółek:
- PKP Polskie Linie Kolejowe S.A., Warszawa
- PKP Cargo S.A., Warszawa
- PKP Energetyka S.A., Warszawa
- Przewozy Regionalne Sp. z o.o., Warszawa

Związek jest jednym z członków założycieli Konfederacji Kolejowych Związków Zawodowych, z siedzibą w Warszawie, która przystąpiła do Ogólnopolskiego Porozumienia Związków Zawodowych.

## Przewodniczący związku
- Marek Kuczyński
- Jacek Zielonka
- do 2010 - Robert Sadowski
- 2010 - 2014 - Anna Malinowska
- 2014 - 2020 - Krzysztof Jakubczyk
- od 2020 - Agnieszka Olejnik[1]

## Siedziba
Zarząd Krajowy związku mieści się w kompleksie budynków - przed wojną: b. Dyrekcji Kolei Państwowych, po wojnie: najpierw Dyrekcji Okręgowej Kolei Państwowych, następnie Centralnej Dyrekcji Okręgowej Kolei Państwowych, zaś obecnie jednej ze spółek kolejowych: PKP Polskie Linie Kolejowe, nieopodal dworca Warszawa Wileńska.